# La Pocharde (film, 1953)
Pour les articles homonymes, voir La Pocharde.
Pour plus de détails, voir Fiche technique et Distribution.
La Pocharde est un film français  réalisé par Georges Combret et sorti en 1953. C'est une adaptation du roman de Jules Mary paru en 1898.

## Synopsis
Denise Lamarche, considérée comme une alcoolique par toute une petite ville, est surnommée « la pocharde ». Peu après être rentré d'Afrique, son mari meurt empoisonné par une substance similaire à l'arsenic, et les soupçons se portent immédiatement sur Denise.
Jacques, le fils du Dr Marignan, est amoureux de Gisèle, la fille de la Pocharde. Il sollicite l'avocat Pierre Renneville, qui n'a plus plaidé depuis 10 ans. Ce dernier est convaincu de l'innocence de Mme Lamarche et se démène pour contredire les accusations dirigées par le procureur, arguant le manque cruel de preuves à charge de l'accusée, et dénonçant une chasse aux sorcières sordide, menée par des femmes aigries et médisantes. Jacques va prouver l'action nocive d'un gaz expérimenté de manière secrète dans une maison voisine et ainsi enfin innocenter Denise, sa future belle-mère.

## Fiche technique
- Titre : La Pocharde
- Réalisateur : Georges Combret
- Scénariste : Claude Boissol, d'après le roman de Jules Mary
- Décors : Marcel Magniez
- Photographie : Pierre Petit
- Montage : Germaine Fouquet
- Musique : Hubert Giraud
- Production : Georges Combret
- Société de production : Radius Productions
- Pays de production :  France
- Langue : français
- Format : Son mono  - Noir et blanc - 1,37:1
- Genre : Drame
- Durée : 92 minutes
- Date de sortie : 
  - France : 15 mai 1953

## Distribution
- Pierre Brasseur : Pierre Renneville
- Monique Mélinand : Denise Lamarche
- François Patrice : Jacques Marignan
- Sophie Leclair : Gisèle Lamarche
- Henri Nassiet : Dr. Marignan
- Alfred Adam : Georges Lamarche
- Albert Duvaleix :	Le président
- Odette Laure : Mme Berthelin
- Jacqueline Porel : Lucienne Marignan
- Marie-France : Nicole
- Lucienne Le Marchand : Mme Lamarche mère
- Pauline Carton :	Mlle Michel - La Punaise
- Alice Tissot : Mme Pitois - La Pimbêche
- André Gabriello : Berthelin
- Marcelle Arnold : Mme Fournier
- Charles Bouillaud	: Le substitut
- Henri Coutet : Un homme
- Paul Demange : Un habitué
- Cécile Didier : Hortense
- Michel Etcheverry	: L'avocat général
- Jean Lanier : Le professeur
- Roger Vincent : Le médecin-légiste